# Brillante Mendoza

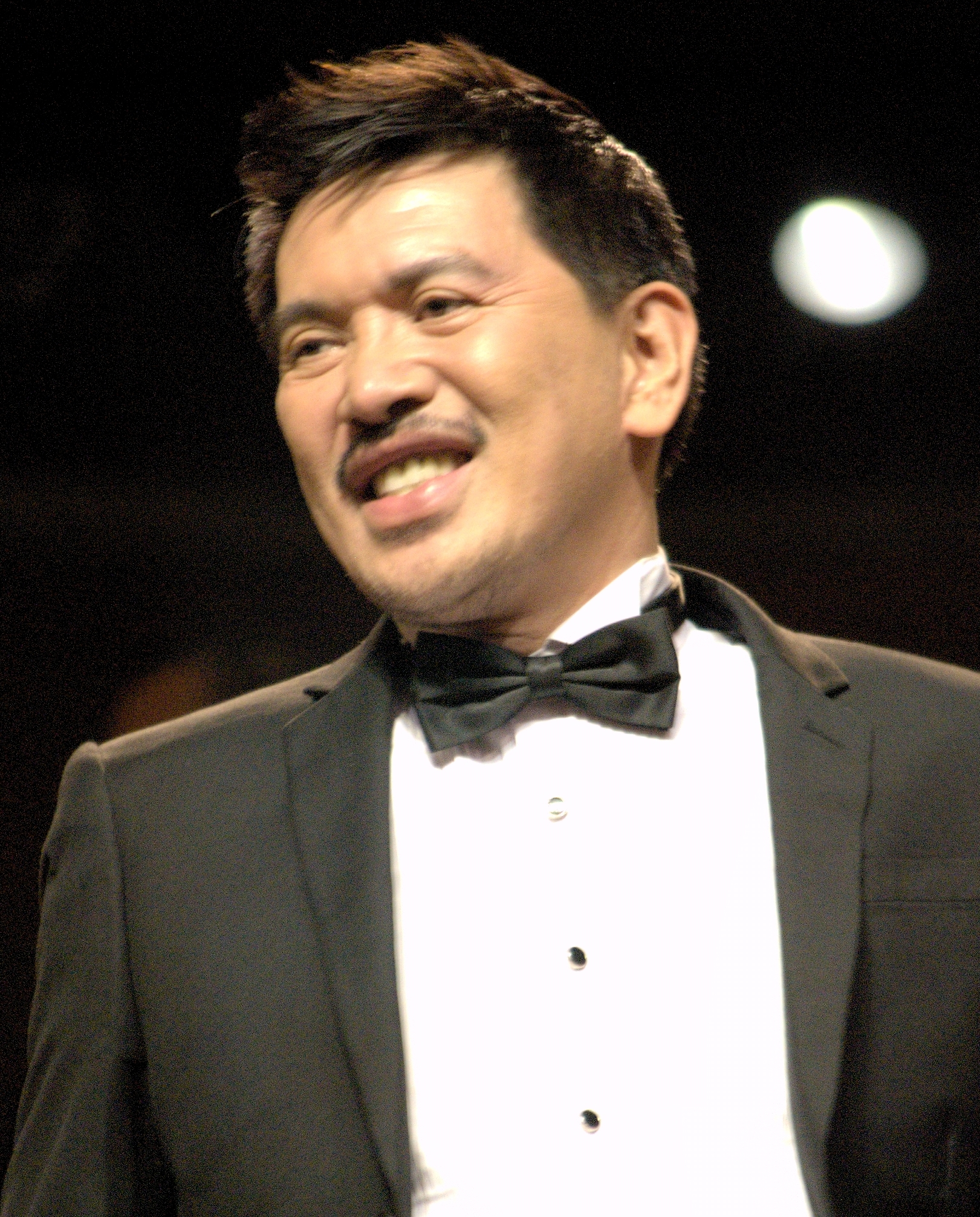
Brillante Mendoza (2012)

Brillante Mendoza (* 30. Juli 1960 in San Fernando (Pampanga), Provinz Pampanga, Philippinen) ist ein philippinischer Filmregisseur.

## Leben
Mendoza ist seit 2005 als Filmregisseur tätig. Mehrere seiner Filme, die grundsätzlich in Mendozas Muttersprache Tagalog gedreht wurden, sind zwischen 2005 und 2009 auf internationalen Filmfestspielen wie in Locarno, Cannes und Venedig ausgezeichnet worden. Sein Film Captive – Entführt aus dem Jahre 2012 war Wettbewerbsbeitrag für die 62. Internationalen Filmfestspiele Berlin 2012. Im selben Jahr erhielt er für Sinapupunan (Englischsprachiger Festivaltitel: Thy Womb) seine zweite Einladung in den Wettbewerb der 69. Filmfestspiele von Venedig. 2016 erhielt er für Ma’Rosa seine dritte Einladung in den Wettbewerb der 66. Internationalen Filmfestspiele von Cannes.
2017 wurde er in die Academy of Motion Picture Arts and Sciences (AMPAS) aufgenommen, die jährlich die Oscars vergibt.

## Filmografie
- 2005: Masahista (Tagalog: Der Masseur): Goldener Leopard, Internationales Filmfestival von Locarno 2005
- 2006: Kaleldo
- 2006: Manoro
- 2007: Pantasya
- 2007: Foster Child
- 2007: Tirador: Caligari Filmpreis 2008
- 2008: Serbis: Im Wettbewerb der Internationalen Filmfestspiele von Cannes 2008
- 2009: Kinatay (Tagalog: schlachten): Goldene Palme, für die Beste Regie, Cannes 2009[2]; Drehbuch: Armando Lao.
- 2009: Lola (Tagalog: Oma): Im Wettbewerb Internationale Filmfestspiele von Venedig 2009
- 2012: Captive – Entführt (Captive)
- 2012: Sinapupunan (Thy Womb)
- 2013: Sapi, Horrorfilm;  bisher nur in Tagalog und Filipino auf dem Markt.
- 2015: Taklub (Trap): Im Wettbewerb Un certain regard, Internationale Filmfestspiele von Cannes 2015.
- 2016: Ma’Rosa: Im Wettbewerb der Internationalen Filmfestspiele von Cannes 2016.